# Orbisongs
Orbisongs è una raccolta del cantautore e chitarrista statunitense Roy Orbison, pubblicato nel 1965.

## Tracce
Side 1
1. Oh, Pretty Woman – 2:55 (Roy Orbison, Bill Dees)
2. Dance – 2:25 (Orbison, Joe Melson)
3. (Say) You're My Girl – 2:44 (Orbison, Dees)
4. Goodnight – 2:27 (Orbison, Dees)
5. Nitelife – 2:10 (Orbison, Melson)
6. Let the Good Times Roll – 2:30 (Leonard Lee)

Side 2
1. (I Get So) Sentimental – 2:40 (Orbison, Melson)
2. Yo Te Amo Maria – 3:15 (Orbison, Dees)
3. Wedding Day – 2:06 (Orbison, Melson)
4. Sleepy Hollow – 3:04 (Dees)
5. 22 Days – 3:04 (Gene Pitney)
6. (I'd Be) A Legend in My Time – 3:03 (Don Gibson)